# Det blod som spillts
Det blod som spillts är en svensk kriminalroman från 2004, skriven av Åsa Larsson. Det blod som spillts är den andra boken i serien om juristen Rebecka Martinsson.
Det blod som spillts filmatiserades under 2011.  
Ytterligare en filminspelning av berättelsen gjordes under 2016 med TV-premiär i början av 2017. 